# Єрусалимське королівство
Єрусали́мське королі́вство (лат. Regnum Hierosolymitanum) — у 1099—1291 роках християнська монархічна держава у Святій Землі. Виникла завдяки перемозі хрестоносців у Першому хрестовому поході (1095–1099) і захопленню Єрусалима 11 липня 1099 року. Керувалось королями  з Булонської (1099—1143), Анжуйської (1143—1205), Монфератської (1205—1228), Гогенштауфенської (1228—1268) і Лузіньянської династій (1268—1291). Столицею був Єрусалим (1099—1187, 1229–1244); згодом — Тир (1187–1191) і Акра (1191—1229, 1244—1291). Панівною релігією було католицтво, офіційною мовою діловодства — латина. Населення держави складали «франки» (переважно французи і нормани), греки, сирійці, вірмени, євреї, араби. Гарантувалася свобода віросповідання православним, сирійським християнам, вірменам і юдеям. Управлінські посади в державі займали переважно католики-франки. В адміністративному плані поділялася на графства і сеньйорії, васальні до корони. Державні справи приймалися колегіально, на Вищій раді, до якої входила найвища аристократія і духовенство королівства. Нестачу постійних збройних сил і фінансів компенсували чернечо-лицарські ордени тамплієрів і госпітальєрів. Держава підтримувала тісні відносини зі Святим Престолом, Візантією, європейськими державами, включно з Руссю. Постійно ворогувала із сусідніми мусульманськими державами Єгипту, Сирії та Іраку. Внаслідок втрати Єрусалима 2 жовтня 1187 року терени королівства стали місцем численних хрестових походів за повернення Святого міста. Хрестоносці Шостого хрестового походу змогли ненадовго відвоювати Єрусалим (1229), але 15 липня 1244 року мусульмани-хорезмійці остаточно вибили хрестносців з міста і захопили його. Королівство було знищене силами Мамелюцького султанату, кульмінацією чого стало падіння Акри 18 травня 1291 року.

## Географічні кордони
Спочатку королівство не було чимось більшим, ніж розрізненими містами, захоплених під час Першого хрестового походу, але на піку свого розвитку в середині XII століття королівство охоплювало приблизно територію сучасний Ізраїлю, Палестина та південні частини Лівану. Від Середземного моря королівство простягалося тонкою смугою землі від Бейрута на півночі до Синайської пустелі на півдні; до сучасних Йорданії та Сирії на сході та до Фатимідського Єгипету на заході. Три інші держави хрестоносців, засновані під час і після Першого хрестового походу, були розташовані далі на північ: Едеське графство (1097–1144), Антіохійське князівство (1098–1268) і Триполійське графство (1109–1289). Хоча всі три були незалежними, вони були тісно пов’язані з Єрусалимом. За ними на півночі та заході лежали держави Вірменська Кілікія та Візантійська імперія, з якими Єрусалим мав тісні стосунки в XII ст. Далі на схід розташовувалися різні мусульманські емірати, які були зв'язаніз Аббасидським халіфатом у Багдаді. Пізніше, після втрати більшої частини своїх територій, королівством управляв Аморі Лузіньян (1197–1205), король Кіпрського королівства, ще однієї держави хрестоносців, заснованої під час Третього хрестового походу. Зміцнилися також династичні зв'язки з Триполі, Антіохією, Вірменією. Невдовзі в королівстві все більше домінували італійські морські республіки Венеція та Генуя. Імператор Священної Римської імперії Фрідріх II (правив у 1220–1250 роках) мав амбіції в державі хрестоносців, претендуючи на королівство через шлюб, але його присутність викликала громадянську війну (1228–1243) серед дворянства королівства. Королівство стало лише пішаком у політиці та війні династій Айюбідів і Мамлюків в Єгипті, а також хорезмійських і монгольських загарбників. Будучи відносно незначним королівством, воно отримувало мало фінансової чи військової підтримки від Європи; незважаючи на численні невеликі експедиції, європейці загалом виявилися небажаними здійснювати дорогу подорож на схід заради, очевидно, програшної справи. Мамлюкскі султани Байбарс (правив у 1260–1277) та аль-Ашраф Халіл (правив у 1290–1293) зрештою відвоювали всі , що ще залишилися опорні пункти хрестоносців, кульмінацією чого стало руйнування з Акри в 1291 році.

## Населення
Королівство було етнічно, релігійно та мовно різноманітним, хоча самі хрестоносці та їхні нащадки були елітною католицькою меншиною. Вони імпортували багато звичаїв та установ зі своїх батьківщин у Європі, і протягом усього існування королівства існували тісні родинні та політичні зв’язки із Заходом. Королівство також успадкувало «східні» якості під впливом існуючих раніше звичаїв і населення. Більшість жителів королівства були корінними християнами, особливо греки та сирійські православні, а також суніти та шиїти мусульмани. Корінні християни та мусульмани, які були маргіналізованим нижчим класом, розмовляли грецькою та арабською мовами, тоді як хрестоносці, які прибули переважно з Франції, розмовляли французькою. Була також невелика кількість євреїв і самарян.[джерело?]
За словами Веніаміна Тудельського, який подорожував королівством близько 1170 року, було 1000 самаритян у Наблусі, 200 у Кесарія і 300 в Аскалоні. Це встановлює нижню межу для самаритянського населення в 1500 осіб, оскільки сучасна «Толіда», самаритянська хроніка, також згадує громади в Газа та Акрі. Веніамін з Тудели оцінив загальне єврейське населення 14 міст королівства в 1200, що зробило самаритянське населення того часу більшим, ніж єврейське, можливо, єдиний раз в історії.

## Життя в ранньому королівстві
Латинське населення королівства завжди було невеликим; хоча постійний потік поселенців і нових хрестоносців постійно прибував, більшість хрестоносців, які воювали в Першому хрестовому поході, просто повернулися додому. За словами Вільгельма Тірського, у 1100 році в королівстві під час облоги Арзуфа Годфрідом можна було знайти ледве триста лицарів і дві тисячі піших воїнів». З самого початку королівство було не більш ніж колоніальним кордоном, який здійснював панування над корінним єврейським, самаритянським, мусульманським, грецьким православним і сирійським населенням.
Коли в королівстві виросли нові покоління, вони почали вважати себе корінними жителями. Хоча вони ніколи не відмовлялися від своєї основної ідентичності як західноєвропейці чи франки, їхній одяг, дієта та комерціалізація значною мірою поєднували східний, зокрема візантійський, вплив.
Хрестоносці та їхні нащадки часто вчилися розмовляти грецькою, арабською та іншими східними мовами та вступали в шлюби з корінними християнами (чи то грецькими, сирійськими чи вірменськими), а іноді й з наверненими мусульманами. Тим не менш, франкські князівства залишалися особливою західною колонією в центрі ісламу.
Фулчер, учасник Першого хрестового походу та капелан Балдуїна I, продовжував свою хроніку до 1127 року. Хроніка Фулчера була дуже популярною та використовувалася як джерело іншими істориками на Заході, такими як Ордерік Віталій та  Вільям Мальмсберійський. Майже відразу після захоплення Єрусалиму, і протягом усього XII століття, багато паломників прибуло і залишило записи про нове королівство; серед них англійці Зевульф, київський ігумен Даниїл, франк Fretellus, візантієць Йоганн Фока та німці Іоанн Вюрцбурзький та Theoderich. Окрім цього, після цього немає жодного очевидця подій в Єрусалимі до Вільгельма Тірського, архієпископа Тиру і канцлера Єрусалиму, який почав писати близько 1167 року і помер близько 1184 року, хоча він містить багато інформації про Перший хрестовий похід і проміжні роки від смерті Фулчера до його власного часу, почерпнутої в основному з творів Альберта з Екс і самого Фулчера. З мусульманської точки зору, головним джерелом інформації є Усама ібн Мункід, солдат і постійний посол Дамаску в Єрусалимі та Єгипті, чиї мемуари «Kitab al i'tibar» містять жваві звіти про суспільство хрестоносців на сході. Додаткову інформацію можна отримати від таких мандрівників, як Веніамін Тудельський та Ібн Джубайр.

### Суспільство хрестоносців

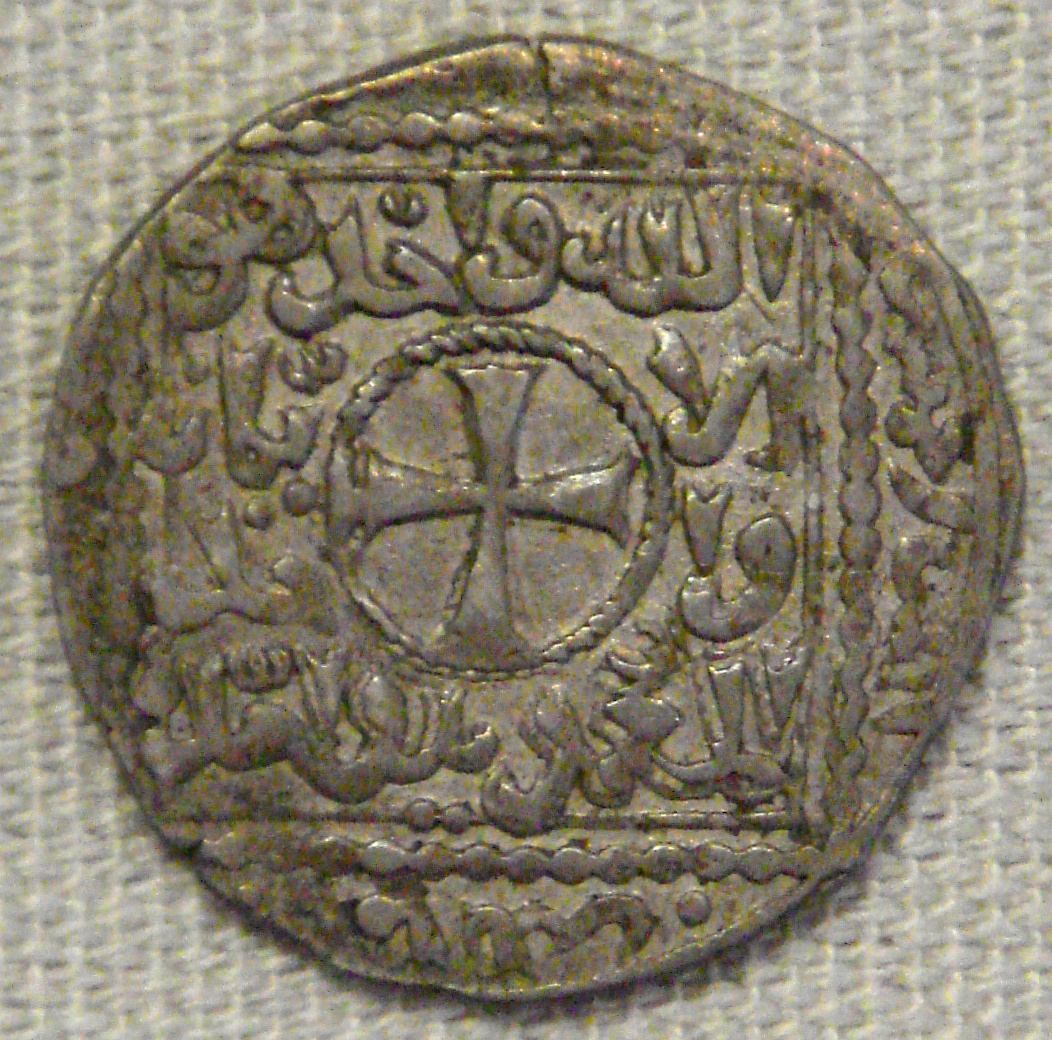
Crusader coin, Acre, 1230.

Монета хрестоносців, Акко, прибл. 1230.

Королівство спочатку було фактично позбавлене лояльного підданого населення та мало лицарів, щоб виконувати закони та накази королівства. З приходом італійських торговців, створенням військових орденів та іміграцією європейських лицарів, ремісників і селян справи Королівства покращилися й розвинулося феодальне суспільство, схоже на суспільство, але відмінне від нього, яке знали хрестоносці в Європі. Природа цього суспільства вже давно є предметом дискусій серед істориків хрестових походів.[джерело?]
У XIX та на початку XX ст. французькі вчені, такі як Е. Г. Рей, Гастон Доду та Рене Груссе вважали, що хрестоносці, мусульмани та християни жили в повністю інтегрованому суспільстві. Ронні Еленблюм стверджує, що на цю точку зору вплинули французький імперіалізм і колоніалізм; якщо середньовічні французькі хрестоносці змогли інтегруватися в місцеве суспільство, тоді, безумовно, сучасні французькі колонії в Леванті могли б процвітати. У середині 20 століття такі вчені, як Джошуа Правер, Р. С. Смайл, Мерон Бенвеністі і Клод Каен стверджували, що хрестоносці жили повністю відокремлено від корінних жителів, які були повністю арабізовані та/або ісламізовані та були постійною загрозою для іноземних хрестоносців. Далі Правер стверджував, що королівство було ранньою спробою колонізації, в якій хрестоносці були невеликим правлячим класом, виживання якого залежало від корінного населення, але не робило жодних спроб інтегруватися з ним. З цієї причини сільське європейське суспільство, до якого звикли хрестоносці, було замінено більш безпечним міським суспільством у містах Леванту, що існували раніше.
Згідно з інтерпретацією Елленблюма, жителі Королівства (латинські християни, що жили поряд із корінними греками та сирійськими християнами, шиїтами та  Араби-суніти, суфії, бедуїни, друзи, євреї та самаритяни) мали великі розбіжності між собою, а також із хрестоносцями. Відносини між східними християнами та латинськими хрестоносцями були «складними та неоднозначними», а не просто дружніми чи ворожими. Він стверджує, що східні християни, ймовірно, відчували тісніші зв’язки зі своїми співвітчизниками-хрестоносцями, ніж араби-мусульмани.
Хоча хрестоносці натрапили на давнє міське суспільство, Елленблюм стверджує, що вони ніколи повністю не відмовлялися від сільського європейського способу життя, і європейське суспільство не було повністю сільським. Поселення хрестоносців у Леванті нагадувало типи колонізації та поселення, які вже практикували в Європі, суміш міської та сільської цивілізації, зосередженої навколо фортець. Хрестоносці не були ні повністю інтегровані з корінним населенням, ні відокремлені в містах від сільських тубільців; радше вони оселилися як у міських, так і в сільських районах; зокрема, у районах, традиційно населених східними християнами. Території, які традиційно були мусульманськими, мали дуже мало поселень хрестоносців, так само як вони вже мали дуже мало корінних християн.
У цьому змішаному суспільстві хрестоносці адаптували існуючі інститути та запровадили свої знайомі звичаї з Європи. Як і в Європі, дворяни мали васалів і самі були васалами короля. Сільськогосподарське виробництво регулювалося , мусульманською системою власності на землю та платежів ікта, приблизно (хоча далеко не зовсім) еквівалентною феодальній системі Європи, і ця система не була сильно порушена хрестоносцями. 
Як каже Ганс Маєр, «мусульманські жителі Латинського королівства майже не фігурують у латинських хроніках», тому інформацію про їхню роль у суспільстві знайти важко. Хрестоносці «мали природну тенденцію ігнорувати ці питання як такі, що їх просто не цікавлять і, звичайно, не варті запису». Хоча мусульмани, а також євреї та східні християни не мали фактично жодних прав у сільській місцевості, де вони були фактично власністю лорда хрестоносців хто володів землею, толерантність до інших віросповідань загалом не була вищою чи нижчою, ніж в інших країнах Близького Сходу. Греки, сирійці та євреї продовжували жити, як і раніше, підкоряючись власним законам і судам, а їхніх колишніх мусульманських правителів просто замінили хрестоносці; Тепер мусульмани приєдналися до них на найнижчому рівні суспільства. «Раї», лідер мусульманської чи сирійської громади, був свого роду васалом будь-якої знаті, яка володіла його землею, але оскільки дворяни-хрестоносці були відсутніми землевласниками, «раї» та їхні громади мали високий ступінь автономії.
Арабський-Андалуський географ і мандрівник Ібн Джубайр, який вороже ставився до франків, описав мусульман, які жили під Єрусалимським королівством християнських хрестоносців наприкінці 12 століття:
Ми виїхали з Тібніна дорогою, що проходить повз ферми, де живуть мусульмани, які дуже добре живуть під франками — нехай Аллах захистить нас від такої спокуси! Правила, накладені на них, полягають у здачі половини врожаю зерна під час збору врожаю та сплаті подушного податку в розмірі одного динара та семи кіратів разом із легким митом на їхні фруктові дерева. Мусульмани мають власні будинки і керують собою по-своєму. Так організовані ферми та великі села на франківській території. Багатьох мусульман відчуває велика спокуса оселитися тут, коли вони бачать далеко не комфортні умови, в яких живуть їхні брати в районах під владою мусульман. На жаль для мусульман, у них завжди є підстави скаржитися на несправедливість їхніх вождів у країнах, якими керують їхні одновірці, тоді як вони можуть мати лише хвалу за поведінку франків, на чию справедливість вони завжди можуть покластися.

У містах мусульмани та східні християни були вільні, хоча мусульманам не дозволялося жити в самому Єрусалимі. Вони були громадянами другого сорту, не брали участі в політиці чи законі, і не мали військової служби перед короною, хоча в деяких містах вони, можливо, становили більшість населення. Подібним чином громадяни італійських міст-держав нічого не винні, оскільки вони жили в автономних кварталах у портових містах.
Позиції XXI століття щодо питання культурної інтеграції чи культурного апартеїду залишаються розбіжними. Взаємодія між франками та корінними мусульманами та християнами, хоч і була заплутаною, демонструвала практичне співіснування. Хоча, ймовірно, перебільшені, розповіді Усами Ібн-Мункіда про подорожі Шайзара Антіохією та Єрусалимом описували рівень аристократичного обміну, який був вище етнічних упереджень. Відбувся контакт між мусульманами та християнами. на адміністративному чи особистому рівні (на основі податків чи перекладу), а не на громадському чи культурному рівні, представник ієрархічного пана над підлеглими стосунками. Свідчення міжкультурного інтеграція залишається рідкою, але докази міжкультурної співпраці та складної соціальної взаємодії виявляються більш поширеними. Ключове використання слова dragoman, буквально перекладач, із сирійськими адміністраторами та арабськими старостами представляло пряму потребу в узгодженні інтересів обох сторін. Коментарі до домогосподарств з арабомовними людьми. Християни та деякі арабізовані євреї та мусульмани представляють менш дихотомічні стосунки, ніж описували історики середини 20-го століття. Швидше. , спільність франкських християн, які мають не-франкських священиків, лікарів та інші ролі в домогосподарствах і міжкультурних спільнотах, демонструє відсутність стандартизованої дискримінації. Єрусалимський Вільям Тирський. поскаржився на тенденцію наймати єврейських або мусульманських лікарів замість їхніх латинських та франкських колег. Докази навіть вказують на зміни у культурних і соціальних звичаях франків щодо гігієни (сумнозвісні серед арабів через їх відсутність миття та знання культури лазні), що доходило до забезпечення водопостачанням для домашнього використання на додаток до зрошення.

### Населення
Неможливо дати точну оцінку чисельності населення королівства. Джосія Рассел підрахував, що на час хрестових походів у всій Сирії проживало близько 2,3 мільйона людей, мабуть, одинадцять тисяч сіл; більшість із них, звісно, перебувала поза владою хрестоносців навіть у найбільшій мірі з усіх чотирьох держав хрестоносців. За оцінками таких вчених, як Джошуа Правер і Мерон Бенвеністі, у містах проживало щонайбільше 120 000 франків і 100 000 мусульман, а також ще 250 000 селян-мусульман і східних християн. в сільській місцевості. Хрестоносці становили 15–25% від загальної кількості населення. Бенджамін З. Кедар вважає, що в Королівстві було від 300 000 до 360 000 нефранків, 250 000 з яких були сільськими жителями, і «можна припустити, що мусульмани становили більшість у деяких, можливо, більшості частин Єрусалимського королівства…" Як зазначає Ронні Елленблюм, просто недостатньо наявних доказів для точного підрахунку населення, і будь-яка оцінка за своєю суттю є ненадійною. Сучасний літописець Вільгельм Тірський записав перепис 1183 року, який мав на меті визначити кількість чоловіків, доступних для захисту від вторгнення, і визначити суму податкових грошей, які можна отримати від жителів, мусульман або християнський. Якщо населення справді було підраховано, Вільгельм не записав чисельність. У XIII столітті Іоанн з Ібеліна склав список ленів і кількість лицарів, які належали кожному, але це не дає вказівка на нешляхетське, нелатинське населення.
Мамлюки на чолі з Байбарсом зрештою виконали свою обіцянку очистити весь Близький Схід від франків. З падінням Антіохії (1268), Триполі (1289) та Акри ( 1291), ті християни, які не змогли покинути міста, були вбиті або поневолені, а останні сліди християнського правління в Леванті зникли.

### Рабство
У Королівстві жила невідома кількість мусульманських рабів. В Акрі був дуже великий невільничий ринок, який діяв протягом XII та XIII століть. Італійських купців іноді звинувачували в продажу християн Південно-Східної Європи як рабів разом із рабами-мусульманами. Рабство було менш поширеним, ніж викуп, особливо для військовополонених; велика кількість полонених, взятих щороку під час набігів і битв, забезпечувала вільний перебіг грошей за викуп між християнською та мусульманською державами. Втеча для в’язнів і рабів, мабуть, не була важкою, оскільки жителі сільської місцевості були переважно мусульманами, а раби-втікачі завжди були проблемою. Єдиним законним засобом звільнення було навернення до (католицького) християнства. Жодного християнина, чи то західного, чи східного, закон не дозволяв продавати в рабство.
Єрусалимські ассизи забезпечили правову основу для рабства в Королівстві. Документ передбачав, що можна торгувати « вилинами, тваринами чи іншою рухомою » . « Негідники » були сільськими напіввільними робітниками, подібними до кріпаків. Також було багато способів стати рабами. Люди могли бути рабами за народженням, потрапити в рабство, коли їх захопили під час набігу, або як покарання за борг чи допомогу рабу-втікачу.
Кочові бедуїнські племена вважалися власністю короля і перебували під його захистом. Вони могли бути продані або відчужені так само, як і будь-яка інша власність, і пізніше, у XII столітті, вони часто перебували під захистом меншої знаті або одного з військових орденів.

### Економія

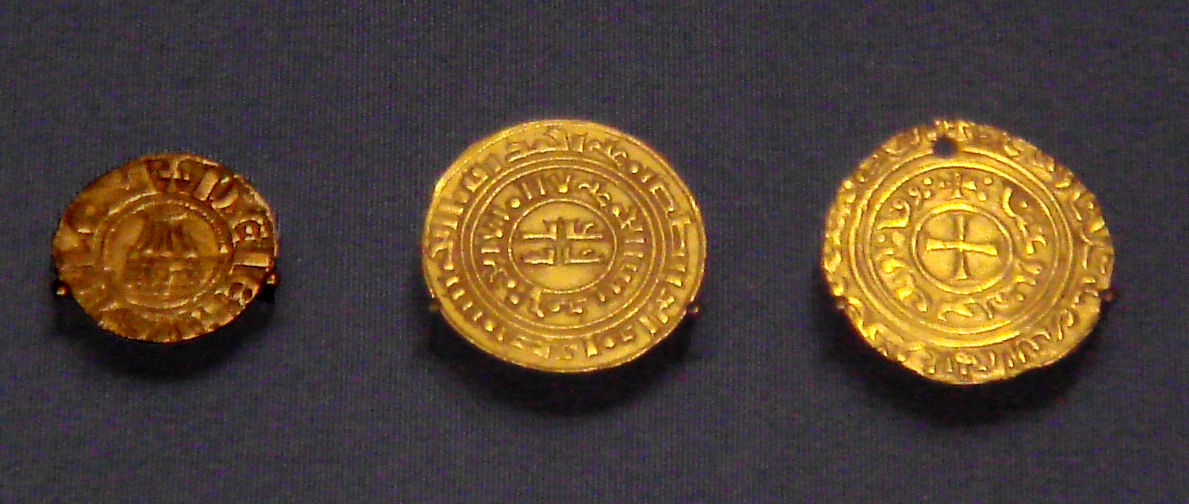
Монети Єрусалимського королівства: 1. Деньє в європейському стилі з Храмом Гробу Господнього (1162-75); 2. Золотий безант з куфічними написами (1140-80); 3. Золотий безант з хрестом (1250). Перші золоті монети хрестоносців були скопійовані з арабських динарів та мали куфічні тексти, але після 1250 через скарги папи були додані християнські символи.

Міський склад району в поєднанні з присутністю італійських купців призвів до розвитку економіки, яка була набагато більше комерційною, ніж сільськогосподарською. Палестина завжди була перехрестям для торгівлі; тепер ця торгівля поширилася і на Європу. Європейські товари, такі як вовнаі текстиль з Північної Європи, проклали свій шлях до Близького Сходу та Азії, тоді як азіатські товари транспортувалися назад до Європи. Єрусалим був особливо залучений до шовку, бавовни та торгівлі спеціями; інші предмети, які вперше з’явилися в Європі через торгівлю з хрестоносним Єрусалимом, включали апельсини та цукор, останній з яких літописець Вільгельм Тірський назвав «дуже необхідним для використання та здоров’я людства». ." У сільській місцевості вирощували пшеницю, ячмінь, бобові, оливки, виноград, фініки. Італійські міста-держави отримали величезні прибутки від цієї торгівлі завдяки комерційним договорам, таким як «Pactum Warmundi», і це вплинуло на їх Відродження в наступні століття.
Колонії Генуї і Венеція в Палестині також взяли сільськогосподарські підприємства у свої концесії. Вони спеціально вирощували цукор для експорту в Європу. Цукрова тростина була завезена в Палестину арабами. Для роботи на цукрових полях італійські колоністи використовували рабів або кріпаків арабського чи сирійського походження, або місцевих кріпаків. Виробництво цукру почалося в Тір. У 13 столітті виробництво цукру в Палестині продовжувало збільшуватися, і купці могли безмитно експортувати його через порт Акко до його завоювання в 1291 році. Система виробництва цукру, запроваджена в Єрусалимському королівстві, розглядається як попередник цукрові плантації в Америці.
Єрусалим збирав гроші шляхом сплати данини, спочатку з прибережних міст, які ще не були захоплені, а пізніше з інших сусідніх держав, таких як Дамаск і Єгипет, які хрестоносці не змогли безпосередньо завоювати. Після того, як Балдуїн I розширив своє правління над Ольтреорданом, Єрусалим отримав дохід від оподаткування мусульманських караванів з верблюдами, що прямували з Сирії до Єгипту чи Аравії. Грошове господарство Єрусалиму означало, що їхню проблему робочої сили можна було частково вирішити, заплативши за найманців, що було незвичайним явищем у середньовічній Європі. Найманцями могли бути співвітчизники-європейські хрестоносці або, можливо, частіше мусульманські солдати, в тому числі знамениті Туркопольці.

### Освіта

Головний вхід до Храму Гробу Господнього.

Єрусалим був центром освіти в королівстві. У церкві Гробу Господнього була школа, де навчали базовим навичкам читання й письма латинська; Відносне багатство купецького класу означало, що їхні діти могли навчатися там разом із дітьми знать – ймовірно, що Вільгельм Тірський був однокласником майбутнього короля Балдуін III. Вищу освіту необхідно було здобути в одному з університетів Європи; розвиток університету був неможливим у культурі хрестоносців Єрусалиму, де війна була набагато більшою важливіше, ніж філософія чи теологія. Незважаючи на це, дворянство та широке франкське населення відзначалися своєю високою грамотністю: юристів і клерків було в надлишку, а вивчення права, історії та інших академічних предметів було улюбленою розвагою королівської родини та знаті. Єрусалим мав велику бібліотеку не лише стародавніх і середньовічних латинських творів, але й арабської літератури, значна частина якої, очевидно, була захоплена. від Усами ібн Мункіда та його оточення після корабельної аварії в 1154 р. У Гробі Господньому містився скрипторій королівства, а в місті була канцелярія, де виготовлялися королівські грамоти та інші документи. Крім латини, стандартної письмової мови середньовічної Європи, населення хрестоносного Єрусалиму спілкувалося французькою та італійською мовами; Франкські поселенці використовували грецьку, вірменську і навіть арабську мови.

### Мистецтво та архітектура

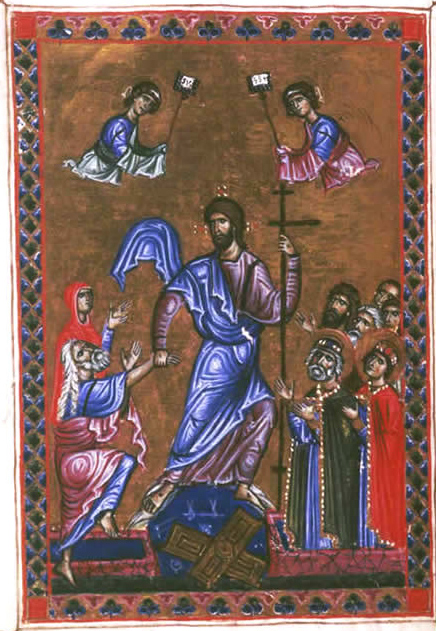
Melisende Psalter Фоліо 9v – Мучення пекла

У самому Єрусалимі найбільшим архітектурним досягненням було розширення Церкви Гробу Господнього у стилі західної готики. Це розширення об’єднало всі окремі святині на цьому місці в одну будівлю, і було завершено до 1149 року. За межами Єрусалиму замки та фортеці були основним центром будівництва: Керак і Монреаль  в Трансйорданії та Ібелін поблизу Яффи є одними з численних прикладів замків хрестоносців.
Мистецтво хрестоносців було сумішшю західного, візантійське та ісламське стилів. У великих містах були лазні, внутрішня сантехніка та інші сучасні гігієнічні засоби, яких не вистачало в більшості інших міст і селищ по всьому світу. Найвидатнішими прикладами мистецтва хрестоносців є, мабуть, Псалтир Мелізенди, ілюмінований рукопис, виготовлений на замовлення між 1135 і 1143 роками і зараз знаходиться в Британській бібліотеці, а також скульптурні Назаретські капітелі. Картини та мозаїка були популярними видами мистецтва в королівстві, але багато з них були знищені мамлюками в XIII столітті; лише найміцніші фортеці вціліли після війн з мусульманами.

### Уряд і правова система
Відразу після Першого хрестового походу землі були роздані лояльним васалам Годфріда, утворивши численні феодальні володіння всередині королівства. Це продовжили наступники Годфріа. Кількість і значення володінь змінювалися протягом дванадцятого та тринадцятого століть, і багато міст були частиною королівського домену. Королю допомагали державні офіцери. Король і королівський двір зазвичай розташовувалися в Єрусалимі, але через заборону на мусульманських жителів столиця була маленькою і малонаселеною. Король так само часто влаштовував двори в Акрі, Наблусі, Тірі або де б то не було. В Єрусалимі королівська родина жила спочатку на Храмовій горі, до заснування ордену тамплієрів, а пізніше в палацовому комплексі навколо Вежі Давида; існував ще один палацовий комплекс в Акко.
Оскільки вельможі жили в Єрусалимі, а не в маєтках у сільській місцевості, вони мали більший вплив на короля, ніж мали б у Європі. Дворяни разом із єпископами сформували haute cour (вищий суд), який відповідав за підтвердження виборів нового короля (або регента, якщо необхідно), збір податки, карбування монет, виділення грошей королю та збирання армій. «Haute Cour» був єдиним судовим органом для знаті королівства, який розглядав кримінальні справи, такі як вбивства, зґвалтування та державну зраду, а також простіші феодальні спори, такі як повернення рабів, продаж і купівля феодs і служба за замовчуванням. Покарання включали конфіскацію землі та заслання, а в крайніх випадках – смерть. Перші закони королівства, згідно з традицією, були прийняті під час короткого правління Годфріа Бульонського, але більш вірогідно були встановлені Балдуїном II на соборі в Наблусі в 1120 році. Бенджамін З. Кедар стверджував, що канони Собору в Наблусі були чинними в XII столітті, але вийшла з ужитку до XIII. Марван Нейдер ставить це під сумнів і припускає, що канони, можливо, не застосовувалися до всього королівства в усі часи. Найбільш обширна збірка законів, відома як Єрусалимські ассизи, була написана в середині XIII століття, хоча багато з них нібито походять з XII століття.
Були й інші, менші суди для нешляхетних і нелатинян; «Буржуазний суд» забезпечував правосуддя для нешляхетних латинян, розглядаючи дрібні кримінальні злочини, такі як напад і крадіжки, і забезпечував правила для суперечок між нелатинянами, які мали менше законних прав. У прибережних містах існували спеціальні суди, такі як «Cour de la Fond» (для комерційних спорів на ринках) і «Cour de la Mer» (адміралтейський суд). Ступінь, до якої місцеві ісламські та східнохристиянські суди продовжували функціонувати, невідома, але «ра'ї», ймовірно, здійснювали певну юридичну владу на місцевому рівні. «Cour des Syriens» розглядав некримінальні справи серед корінних християн («сірійців»). У кримінальних справах нелатинян мали судити в «Cour des Bourgeois» (або навіть у «Haute Cour», якщо злочин був достатньо тяжким).
Італійські комуни отримали майже повну автономію з перших днів Королівства завдяки їхній військовій і морській підтримці в роки після Першого хрестового походу. Ця автономія включала право відправляти власне правосуддя, хоча види справ, які підпадали під їхню юрисдикцію, різнилися в різний час.
Король був визнаний главою Верховного суду, хоча юридично він був лише «primus inter pares».

## Спадок
Після втрати всієї території в Леванті в 1291 році були пізні спроби подальших хрестових походів, номінально пропонуючи відвоювати Єрусалим, але з розквітом Османської імперії їхній характер дедалі більше нагадував відчайдушну оборонну війну, яка рідко виходила за межі Балкани (Александрійський хрестовий похід, Смірніотські хрестові походи). Генріх IV здійснив паломництво до Єрусалиму в 1393–1394 рр., а пізніше він поклявся очолити хрестовий похід, щоб відвоювати місто, але він не взявся за таку кампанію до своєї смерті в 1413.
Левант залишався під контролем Османської імперії з 1517 до розділу Османської імперії 1918 року.
З падінням Руади 1302 року Єрусалимське королівство втратило свій останній форпост на левантійському узбережжі, його володіння, найближчі до Святої Землі, зараз є Кіпр. Генріх II зберігав титул короля Єрусалиму до своєї смерті 1324 року, і на цей титул продовжували претендувати його наступники, королі Кіпру. Титул «король Єрусалиму» також постійно використовувався Анжуйським Неаполітанськими королями, засновник якого, Карл Анжуйський, 1277 року купив претензії на трон у Марії Антіохійської (претендент). Після цього претензії на Єрусалимське королівство розглядалися як даніна Неаполітанської корони, яка часто переходила з рук в руки за заповітом або завоюванням, а не прямим успадкуванням. Оскільки Неаполь був папським володінням, папи часто схвалювали титул короля Єрусалиму, а також Неаполя, і історія цих претензій пов’язана з Неаполітанським королівством. 1441 року був втрачений контроль над Неаполітанським королівством Альфонсом V, тому на титул претендували королі Іспанії, а після війни за іспанську спадщину обидва Бурбони і Габсбурги. Цей титул все ще «де-факто» використовується іспанською короною, якою зараз володіє Філіп VI. На нього також претендував Отто фон Габсбург як претендент на Габсбурги до 1958 року та королі Італії до 1946 року.

## Політична історія

### Заснування. Перше Єрусалимське королівство
Королівство було створене хрестоносцями після захоплення Єрусалима в 1099 році. Готфрід Буйонський, один з лідерів Першого хрестового походу, був обраний першим королем. Він відмовився прийняти цей титул, не бажаючи носити королівський вінець там, де Спаситель носив терновий, натомість у храмі Різдва у Вифлеємі він прийняв титул Advocatus Sancti Sepulchri («Захисник гробу Господнього»). Всі наступні сім єрусалимських королів були з ним в тій чи іншій ступені споріднення і склали Арденсько-анжуйську династію, що правила Єрусалимським королівством майже 90 років. Не встигнувши нічим особливо прославитися в своїй новій якості, Готфрід помер рівно через рік після захоплення Єрусалиму хрестоносцями. На престол був покликаний його брат граф Бодуїн Едеський, який виявився менш педантичним в питанні вибору титулу і відразу прийняв титул «король Єрусалимський». Наприкінці 1100 р коронувався у Вифлеємі і, не бажаючи визнавати ніяких політичних претензій духовенства, офіційно заявив про свій титул так: «Я, Болдуїн, який отримав Єрусалимське королівство з волі Божої».
Балдуїн розширив королівство, захопивши портові міста: Акру, Сідон і Бейрут, а також утвердив свій сюзеренітет над державами хрестоносців на півночі — Едеське графство (ним же заснованим), Антіохійське князівство і Триполійським графством. При ньому збільшилася кількість жителів — латинян, що прийшли з Ар'єргардним хрестовим походом в 1101 році, а також з'явився латинський патріарх. Італійські морські республіки (Венеція, Піза і Генуя) почали відігравати важливу роль у житті королівства. Їхній флот брав участь в захопленні портів, де вони отримували свої квартали для здійснення торгівлі.
Балдуїн помер у 1118 році і не залишив прямих спадкоємців (синів чи доньок), його наступником став син його кузена Балдуїн де Бурк, граф Едеський. Балдуїн II також був успішним правителем, і, хоча він кілька разів протягом правління потрапляв у полон до сельджуків, кордони держави розширювалися, а в 1124 був узятий Тір.
Балдуїн, що правив Єрусалимом 18 років, а потім і його наступники вели безперервні війни за розширення своїх володінь. У середині XII століття Латино-Єрусалимське королівство за своїми контурами дуже нагадувало державу, створену на зорі юдейської історії царем Давидом. На заході його природним кордоном було середземноморське узбережжя від Гази на півдні до меж Триполійського графства на півночі. Східний кордон починався біля Ліванських гір і через Зайордання спускався до порту Ейлат на Червоному морі.
У великих володіннях єрусалимських королів життя, однак, було неспокійним. За свідченням ігумена Данила, одного з перших руських паломників, записки якого про «ходіння» в Святу Землю в 1104—1107 рр. дійшли до наших днів, дістатися до більшості святих місць віруючі могли лише з великою осторогою. Куди б не лежав його шлях — до Йордану, в Хеврон або Вифлеєм — він говорить про те, що «шлях дуже тяжкий і страшний», «на дорогах багато розбою», в горах на мандрівників нападають сарацини, грабують і вбивають їх. Для того, щоб потрапити в Галілею, руському ченцеві довелося звернутися до «єрусалимського князя Балдуїна» з проханням дозволити йому приєднатися до його війська, який виступав на війну до Дамаску і прямував повз Тиверіадське озеро. Король, судячи з описів Данила, виявляв до нього велику прихильність. Разом з військами хрестоносців руський монах дійшов до верхів'я Йордану і під їх прикриттям мав можливість без страху поблукати близько Тиверіадського озера, оглянути місця, де «Христос ходив своїми ногами».
Крім постійної загрози, що виходила від мусульманського оточення, держава хрестоносців жила під пресом невичерпних міжфеодальних конфліктів. Різні угруповання сеньйорів об'єднувалися в союзи для спільної боротьби з королівською владою або вступали в запеклі сутички між собою, залучаючи на свою сторону видатних церковних ієрархів або представників купецьких кланів Генуї, Венеції, Пізи. Заколоти і феодальні чвари супроводжувалися змовами і придворними інтригами в боротьбі за владу. Для того щоб управляти цим нестійким, легкозаймистим співтовариством, король повинен був крім іншого мати міцні позиції в столиці, в Святому місті, володіння яким і було, врешті-решт, сенсом існування всього королівства.
Після жорстокої різанини, влаштованої хрестоносцями в дні взяття міста, Єрусалим спорожнів. Місцеве населення було частиною перебито, частиною втекло, рятуючись від жорстоких прибульців. Самі ж завойовники не надто прагнули осісти в місті своєї мрії. Їх більше вабили багаті прибережні міста, де простіше було заробити капітал, ніж в далекому від торгових шляхів Єрусалимі. Багато «лицарів Христових», вважаючи, що з завоюванням Єрусалиму їх священна місія завершена, поверталися на батьківщину. Балдуїн I зробив спробу запобігти відтоку з Єрусалиму хрестоносців, що здобули тут якусь власність. Відповідно до прийнятого їм закону будь-який будинок переходив у власність того, хто прожив в ньому рік і один день. Таким чином, тому, хто з тих чи інших причин надовго відлучався з Єрусалиму, загрожувала втрата нерухомості, придбаної під час війни. Городяни — дрібні ремісники і торговці, закріплені за своєю власністю, склали ядро населення східної столиці франків.
До середини XII ст. нормальний ритм життя був відновлений. У місті проживало не менше 30 тис. чоловік, і, судячи зі свідчень очевидців, це були в основному західні християни, хоча і представникам східних віросповідань не заборонялося селитися в Єрусалимі. Паломник Джон з Вюрцбурга залишив цікавий опис строкатого етнорелігійного населення тієї пори:

| ... там були греки, болгари, латиняни, германці, угорці, шотландці, наварці, бретонці, англійці, франки, рутенці, богемці, грузини, вірмени, яковіти, сирійці , несторіани, індійці, мароніти і багато інших, перелік яких зайняв би надто багато місця. |
Латинське населення королівства було завжди малим, незважаючи на стійкий потік поселенців і нових хрестоносців. Більшість учасників Першого хрестового походу просто повернулися додому. Під владою королівства знаходилося значно більше мусульман, греків та сирійців, ніж "франків". Нове покоління, що народилося і виросло в Леванті, вважало Святу Землю своєю батьківщиною, об'єднавши багато культурних рис різних народів. Багато франків вчилися говорити грецькою та арабською мовами, часто вступали у шлюби з християнами місцевого походження (греками, сирійцями або вірменами) і з конвертованими на християнство мусульманами.
Як писав Фульхерій Шартрський:

| Ми, жителі Заходу, стали жителями Сходу; той, хто був римлянином або франком, перетворився тут на галілеяніна або мешканця Палестини; той, хто проживав в Реймсі або Шартрі, бачить себе містянином з Тиру або Антиохії. |
Важливим джерелом інформації про цей період є хроніки Фулшера, учасника Першого хрестового походу, який продовжував їх до 1127 року. Інші хроніки включають записи паломників, які зібрані разом «Суспільством текстів палестинських Паломників» (Лондон, 1884-), «Recueil de voyages et mémoires», виданому французьким географічним товариством (Париж, 1824-66), «Recueil de voyages et de documents pour servir à la géographie» (Париж, 1890-). Іншими джерелами інформації є праці Вільгельма Тірського і мусульманського письменника Усами ібн Мункиза.

### Правління Мелісенди та Другий хрестовий похід
Після Балдуїна II трон успадковувала його дочка Мелісенда, яка правила разом зі своїм чоловіком Фульком Анжуйським. Під час їх царювання був досягнутий найбільший культурний і економічний розвиток, символ якого — псалтир Мелісенди, замовлений королевою між 1135 і 1143 роками. Фульк, знаменитий полководець, зіткнувся з новим небезпечним ворогом — Імад ед Дін Зенгі, атабеком Мосула. Хоча Фульк вдало протистояв Зенгі протягом свого правління, Вільгельм Тірський критикував його за погану організацію охорони кордонів. Фульк помер на полюванні в 1143 році. Зенги скористався цим і захопив графство Едеса в 1146 році. Королева Мелісенда, що стала регентом при своєму синові Балдуїні III, призначила нового коннетабля Манассе Д'Ієржа, який очолив армію після смерті Фулька. У 1147 році до королівства прибули учасники Другого хрестового походу.
Зустрівшись у Триполі, лідери хрестоносців — король Франції Людовик VII і король Німеччини Конрад III — вирішили атакувати дружнє королівство Дамаскський емірат, як найуразливішого супротивника, незважаючи на договір між Дамаском і Єрусалимським королівством. Це було повною суперечністю порадам Мелісенди і Манассе, які вважали головним супротивником Алеппо, перемога над яким давала можливість повернути Едесу. Хрестовий похід закінчився в 1148 році повним провалом після значної поразки під Дамаском.

### Альянс з Візантією

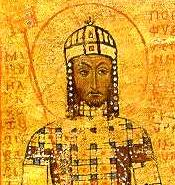
Візантійський імператор Мануїл I Комнін, близький союзник Єрусалимського королівства.

Мелісанда управляла країною як регент, поки її власний син Балдуїн III не скинув її уряд в 1153 році, але вже наступного року він призначив її регентом і головним радником. Балдуїн III відібрав у Фатимідів Аскалон, останній єгипетський аванпост на палестинському узбережжі. В той же час загальне положення держав хрестоносців погіршало, оскільки Нур ад-Дін захопив Дамаск і об'єднав мусульманську Сирію під своєю владою.
Уряд Балдуїна почав стикатися зі значними труднощами. Він страждав від хронічної нестачі людей та ресурсів для захисту королівства, а допомога з Заходу майже зникла. У пошуках альтернативних союзників, Балдуїн звернувся за допомогою до візантійського імператора. Для укріплення захисту королівства проти зростаючих мусульманських сил, він уклав перший прямий альянс з Візантійською імперією в історії королівства, одружившись з Теодорою Комнін, племінницею імператора Мануїла I Комніна. Мануїл, у свою чергу, також оженився з кузиною Балдуїна Марією. Як писав історик Вільгельм Тірський, Балдуїн сподівався що Мануїл зможе «за рахунок власного достатку полегшити долю королівства і змінити його бідність на достаток». Хоча Балдуїн помер бездітним в 1162 році, через рік після своєї матері Мелісенди, королівство перейшло до його брата Амальріка, який відновив альянс з Візантією. Значення альянсу було продемонстроване в 1164 році, коли хрестоносці зазнали дуже серйозної поразки у Харімській битві під стінами Антіохії. Принц Антіохський, Боемунд III потрапив у полон до Нур ад-Діна разом з іншими впливовими баронами. Оскільки Амальрік на той момент був у поході далеко на півдні, Антіохія могла потрапити до рук Нур-ад-Діна. Імператор Мануїл негайно відправив значну візантійську армію до Антіохії, яка змусила Нур-ад-Діна відступити. Мануїл також заплатив викуп, щоб звільнити принца Антіохського. Так новий альянс вперше уберіг королівство від лиха.

### Друге Єрусалимське королівство
У роки правління Балдуїна III (1143 (з 1153 одноосібно) — 1162) і Аморі I (1162—1174) Єрусалимське королівство зблизилося з Візантійською імперією і Фатимідським Єгиптом, але крах останнього призвів до підпорядкування об'єднаних Сирії та Єгипту Салах-ад-Діну, котрий проголосив себе султаном. Король Балдуїн IV Прокажений (1174—1185), а потім його племінник Балдуїн V (1185—1186) могли б виступити проти Салах-ад-Діна, але політика наступних правителів (Гі де Лузіньяна та ін.) призвела королівство до краху. У 1187 р. Салах-ад-Дін розгромив військо хрестоносців в битві при Хаттіне і захопив більшу частину королівства, в тому числі Єрусалим. В руках хрестоносців залишався лише порт Тір, звідки Конрад Монферратский почав військову кампанію проти мусульман. В ході 3-го хрестового походу (1189—1192), в якому взяли участь західноєвропейські правителі (нім. імп. Фрідріх I Барбаросса, франц. кор. Людовік VII, англ. кор. Річард I Левове Серце), християнами були відвойовані деякі важливі стратегічні пункти, зокрема Акра. Виникло нове королівство (так зване Друге Єрусалимське королівство). Воно зберегло колишню назву, незважаючи на те що Єрусалим був втрачений (столицею нового королівства стала Акра, або Сен-Жан-д'Акр, нині м. Акко, Ізраїль).
Перший правитель нового королівства Конрад Монферратский 24 квітня 1192 був убитий асассинами. Його наступники, королі Генріх Шампанський (1192—1197), Аморі II Лузиньян (брат Гі Лузиньяна; 1197—1205), прагнули захищати кордони королівства. Аморі II вдалося відновити берегову смугу королівства від Яффи до Бейрута. Наступницею Аморі II стала Марія Монферратська (1205—1212; до 1210 правила разом з регентом Жаном д'Ібеліном). Її чоловік Жан Брієнн в 1210—1212 рр. як король, а після смерті дружини як регент (1212—1225) при доньці Ізабеллі (Іоланті) очолював військову кампанію в Єгипті. У 1219 р йому вдалося взяти порт Дамієтту (нині Дум'ят, Єгипет) і домогтися від султана Єгипту згоди обміняти його на Єрусалим. Оборудка не вдалася через опір папського легата.
Щоб отримати допомогу з Заходу, Жан Брієнн видав доньку Ізабеллу заміж за імператора Фрідріха II Гогенштауфена, котрий повалив свого тестя з престолу і став на чолі Єрусалимського королівства. Шляхом переговорів з мусульманськими правителями, імператору Фрідріху II вдалося повернути Єрусалим. За угодою, підписаною 18 лютого 1229 року в Яффі, перемир'я з єгипетським султаном аль-Камілем продовжувалося на 10 років 5 місяців і 40 днів; обмовлялися територіальні поступки для франків: Сидонська сеньйорія (без Бофора) в своїх колишніх кордонах, сеньйорія Торону, область Назарета і Сефора, землі Лоду і Рамле, «дорога паломників», Вифлеєм і Єрусалим поверталися християнам (в Єрусалимі священні для мусульман місця — мечеть Аль-Акса і мечеть Куббат-ес-Сахра (Купол скелі) — залишалися в їх руках, нікому з християн входити туди не дозволялося). Імператор також обіцяв султанові допомогу в боротьбі проти його ворогів, як мусульман, так і християн. Фрідріх II вступив в Єрусалим 17 березня 1229 р проголосивши себе наступного дня правителем Єрусалимського королівства Політикою Фрідріха II в Єрусалимського королівства були незадоволені барони. Розпочаті «ломбардні війни» між імператором і баронами завершилися 1243 р. перемогою баронської коаліції. Зберігши формальне панування Гогенштауфенів, барони намагалися організувати колегіальне правління під керівництвом Жана д'Ібеліна, потім його сина Баліана. У 1244 Єрусалим був знову узятий мусульманами.
З 1250 по 1254 р королівством правив організатор 7-го і 8-го хрестових походів французький король Людовик IX Святий, але після його від'їзду посилилися анархія, суперництво генуезців і венеційців (Війна Святого Сави) і чвари між претендентами на престол (Гуго III і Карлом Анжуйським). Мамелюкський султан Бейбарс захоплював міста і фортеці Єрусалимського королівства. У 1291 р впав останній оплот хрестоносців на Сході — фортеця Сен-Жан-д'Акр.
Єрусальмське королівство займало лише південну частину володінь хрестоносців — від Аскалона на півдні до Бейрута на півночі. Крім Єрусалиму йому належали міста Наблус, Акра і Тир; вони ж складали частину королівського домену. Вся решта території розпадалася на 4 баронства і ін. сеньйорії. Баронствами вважалися князівство Галілея зі столицею в Тіверіаду, графство Яффи і Ашкалону, сеньйорія Сидону, сеньйорія Керак. Правителі цих володінь мали право мати свій суд, карбувати монету і мати власну печатку. Барони були васалами короля. Крім 4 баронств в Єрусалимського королівства було 22 великі сеньйорії — Арсуф, Хеврон, Бейрут, Ібелін і ін. Значним впливом володіли католицькі ієрархи: за допомогу і участь в хрестових походах Римо-католицька Церква отримала великі земельні володіння.
Королівська влада в Єрусалимському королівстві істотно обмежувалася Високою палатою (Haute Cour), що складалася з представників вищої знаті і лицарства. Спеціальні законоположення (Ассізі) Високої палати визначали порядок феодальної служби, права сеньйорів, обов'язки васалів, принципи юрисдикції, що стосувалися вищих верств Є. к. Для простолюдинів був заснований інший суд — Палата городян (Cour des Bourgeois). Врешті законоположення обох палат склали правовий кодекс «Єрусалимські Ассізи» (Assises de royaume de Jerusalem), куди також увійшли юридичні трактати, написані, зокрема, Жаном д'Ібеліном.
Знать в Єрусалимськлму королівстві жила в основному в Єрусалимі та ін. великих містах, володіла як земельними, так і безантними (у вигляді доходів від торгівлі, надходжень від ринкових податків та ін.) ф'єфами. Італійські міста забезпечували зв'язок Єрусалимського королівства с Зах. Європою, але, оскільки метою їх торгівлі були зовнішні ринки, в Єрусалимськлму королівстві не створилося передумов для економічної і політичної консолідації. Зв'язки між окремими державами хрестоносців і сеньйорів були вельми слабкими. Разом з тим у Єрусалимськлму королівстві були тісні контакти з Кілікійською Вірменією і Візантійською імперією, «східні» риси соціальної та політичної організації яких воно успадкувало. На соціальні структури Єрусалимського королівства вплинули і мусульм. інститути. Вже після 1-го хрестового походу і взяття Єрусалиму велика частина лицарів повернулася в Зах. Європу. За рахунок подальшої еміграції з Заходу збільшувалося населення зах. володінь на Сході, з плином часу отримали загальну назву «Outremer» (Замор'є). В цілому Єрусалимське королівство являло собою королівство, де невеликий прошарок західних лицарів правив араб. і сир. населенням.
Римо-католицька Церква прагнула тримати під контролем церковні володіння на Сході. Не рідше одного разу на рік Св. Землю відвідували папські легати, папи нерідко втручалися у вибори лат. Єрусалимського патріарха. Місцеве христ. населення було підпорядковане лат. церковної ієрархії. Більшість правосл. архієреїв перебралися до Візантії, де зберігалася гілка єрусалимських патріархів у вигнанні. У той же час в джерелах XII—XIII ст. згадуються дек. правосл. єпископів, які жили в Єрусалимськлму королівстві Вони висвячували священиків і відправляли богослужіння для місцевого східнохрист. населення, але не мали адміністративної влади. Католицькі прелати не втручалися у внутрішнє життя палестинських арабів-християн, які, виплачуючи встановлені збори лат. єпископам, продовжували вести богослужіння по візант. обряду і поминати на літургії правосл. патріархів у вигнанні.
Армія Єрусалимського королівства була нечисленною і складалася в основному з «латинян». Недолік військ в значній мірі компенсувався створенням духовно-лицарських орденів. Ордени тамплієрів і госпітальєрів були створені на поч. XII ст. Вони підпорядковувалися безпосередньо папі Римському, в основному були самостійними і не несли військову повинність, хоча насправді брали участь у всіх головних битвах. Франки, що народилися і виросли на лат. Сході, вважали Св. Землю своєю батьківщиною і негативно ставилися до приїжджаючих хрестоносців. Деякі з них знали грецьку, арабську та ін. східні мови, одружилися на східних жінках.
Завдяки мусульмано-християнським контактам в Єрусалимському королівстві побут і звичаї хрестоносців зазнали суттєвої орієнталізації: вони стали прикрашати будинки килимами, додавати в їжу спеції, відвідувати лазні та ін. Мистецтво Єрусалимського королівства являло собою своєрідну суміш західного., візантійського і мусульманського стилів. Хрестоносцями були побудовані фортеці Крак-де-Моав (нині Ель-Карак, Йорданія), Монфор, Бофор та ін. Багато архітектурних споруд хрестоносців цілеспрямовано руйнувалися: культові споруди в Єрусалимі знищені після 1187 р більшість замків після їх взяття мусульманами зорані. З художніх майстерень м. Сен-Жан-д'Акр походять ілюміновані рукописи історичних і літургійних творів, з яких найбільш відомий ілюстрований Псалтир королеви Мелісенди (Melisende Psalter — Lond. Brit. Lib. Egerton, 1139). В Єрусалимському королівстві було створено чимало літературних і історичних творів, що представляють великий інтерес для дослідників (зокрема, «Хроніка» Вільгельма Тірского).

## Державний устрій
Устрій багато в чому ґрунтувався на феодальних порядках тодішньої Західної Європи, але з багатьма важливими відмінностями. Королівство розташовувалося на невеликій території, земель, придатних для сільського господарства, було небагато. З давніх часів у цьому регіоні вся економіка зосереджувалася в містах, на відміну від середньовічної Європи. Феодали, що володіли землями, воліли жити в Єрусалимі та в інших містах. Як і в Європі, барони мали васалів, при цьому будучи васалами короля. Сільське господарство ґрунтувалося на мусульманському варіанті феодальної системи — ікта (система наділів), цей порядок не був змінений.
Оскільки знатні сеньйори більше жили в Єрусалимі, ніж у провінції, вони мали набагато більший вплив на короля, ніж це було в Європі. Знатні барони складали Вищу раду, одну з ранніх форм парламенту в Західній Європі. Рада складалася з єпископів і впливових баронів, відповідала за вибори короля, надання грошей королеві, мобілізацію армії.
Нестача військ значною мірою компенсувалася створенням духовно-лицарських орденів. Ордени тамплієрів і госпітальєрів були створені в перші роки королівства і часто замінювали баронів у провінції. Їхні лідери перебували в Єрусалимі, жили у величезних замках і часто купували землі, які барони не могли захистити. Ордени знаходилися безпосередньо під папським управлінням, а не королівським; вони були в значній мірі самостійні і не були зобов'язані нести військову повинність, проте, на ділі, брали участь у всіх головних битвах.

### Королі
Династія Бульйонська
- Готфрід I 1099–1100
- Балдуїн I 1100–1118
- Балдуїн II 1118–1131
- Мелісенда I 1131–1153
- Фулько I 1131–1143

Династія Анжуйська
- Балдуїн III 1143–1162
- Амальрік I 1162–1174
- Балдуїн IV| 1174–1185
- Балдуїн V 1185–1186
- Сибіла I разом з Гі де Лузіньяном 1186–1187
- Ізабела I 1192–1205
- Конрад I 1192
- Аморі II 1198–1205

Династія Монферратська
- Марія I 1210–1212
- Іоанн I 1210–1212
- Ізабелла II 1212–1228
- Фрідрих I 1225–1228

Династія Гогенштауфенська
- Конрад II 1228–1254
- Конрад III 1254–1268

Династія Лузіньянська
- Гуго I 1268–1284
- Іоанн II 1284–1285
- Генріх I 1285–1291

## Населення

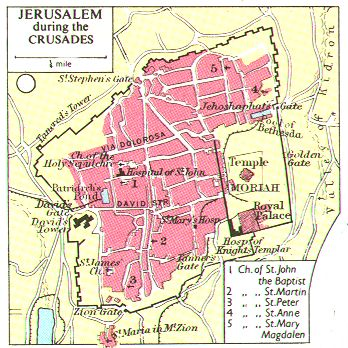
Карта Єрусалиму часів хрестоносців.

У XIII столітті Жан д'Ібелін склав перелік феодальних маєтків і кількість лицарів, що належали кожному з них. На жаль, цей перелік ймовірно відображає королівство XIII століття, а не XII, і не надає ніякої вказівки на розмір неблагородного, нелатинського населення. Спочатку королівство було фактично позбавлене лояльного підвладного населення і мало лише небагатьох лицарів-службовців, які б стежили за виконанням законів та наказів королівства. Проте, оскільки до королівства активно прибували представники європейських торгових підприємств і лицарі військових орденів, справи королівства швидко покращилися. Подальша імміграція продовжувалася протягом якогось часу та збільшила франкське населення королівства до приблизно 25-35 % у 1180-х. Багато мусульман, що втекли одразу після завоювання, також повернулися до королівства, зі сходу прибували й інші іммігранти.
Хоча мусульмани, євреї та православні фактично не мали ніяких прав у сільській місцевості, де вони були, теоретично, власністю лорда-хрестоносця, який володів землею, толерантність до іншої віри була загалом вища, ніж у будь-якому іншому місці на Близькому сході. Греки, сирійці та євреї продовжували жити, як вони жили до того, під владою своїх власних законів і судів, просто їхні колишні мусульманські повелителі були замінені хрестоносцями, а мусульмани приєдналися до найнижчих рангів суспільства. Раїс, лідер мусульманського або сирійського суспільства, був свого роду васалом для дворянина, який володів землею, але оскільки лорд-хрестоносець часто був відсутнім, раїси та їх суспільства мали певну автономію. У містах мусульмани і православні були вільні, хоча мусульманам не дозволялося жити безпосередньо в Єрусалимі. Проте, вони були громадянами «другого сорту» і не грали ніякої ролі в політиці або законотворчій діяльності, їх також не брали до військової служби. Так само не несли ніяких повинностей й італійці, що мешкали в портових містах.
У Королівстві також завжди була певна кількість мусульманських рабів. Християни, як католики, так і православні, не могли бути рабами згідно з законом, але ця доля була звичайною для мусульманських військовополонених, оскільки те ж саме робилося з християнськими полоненими, захопленими мусульманами. Втеча була, ймовірно, не важкою, і раби-утікачі завжди були проблемою, але єдиним законним засобом звільнення було навернення до християнства.
Було багато спроб привернути поселенців з Європи, які б економічно звільнили Королівство від залежності від арабського, сирійського і грецького населення, але значна імміграція і колонізація були за межами можливостей середньовічної Європи. Тому, хоча франкське сільське населення і зростало, воно залишалося відносно малим, і армії хрестоносців також були малими, набраними з франкського населення міст. Це означало, що меншина уродженців заходу повинна була управляти великим та нелояльним населенням арабів, греків та сирійців.
Після втрати Єрусалиму в 1187 році, фактично все населення Франків та італійців втекло назад до Європи. Повторне захоплення середземноморського узбережжя протягом Третього Походу дозволило відновити франкське населення берегових міст. Міста, що залишилися, мали більш однорідне західне католицьке населення, і залишки населення Королівства були переважно франкським та італійським.

## Економіка

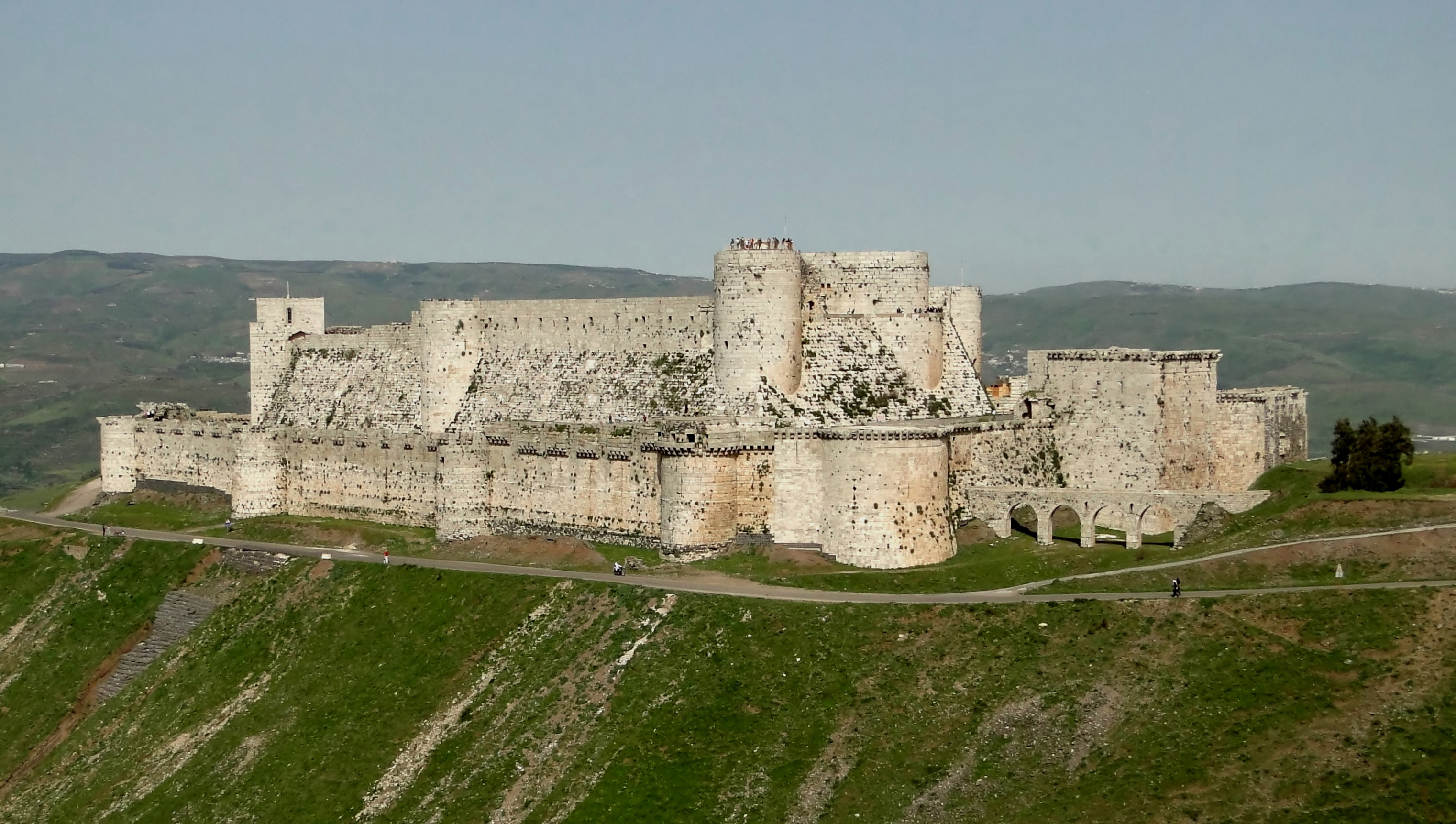
Замок Крак де Шевальє (Хосн) в Сирії (сучасний вигляд)

Переважання в області міст і присутність італійських торговців привели до розвитку економіки, яка була більш комерційною, ніж сільськогосподарською. Палестина завжди була перетином торгових шляхів; тепер торгівля розповсюдилася і на Європу. Європейські товари, наприклад, текстиль з Північної Європи з'явилися на Близькому Сході та в Азії, тоді як назад в Європу транспортувалися азійські товари. Італійські міста-держави отримували величезні прибутки, що вплинуло на їх розквіт у наступні століття.
Єрусалим також збирав гроші в вигляді данини, спочатку від берегових міст, які ще не були захоплені, а пізніше від інших сусідніх держав, таких як Дамаск і Єгипет, які хрестоносці не могли завоювати. Після того, як Балдуїн I розширив свою владу над Трансйорданією, Єрусалим також отримував дохід від оподаткування мусульманських караванів, що проходили з Сирії до Єгипту або Аравії. Грошова економіка Єрусалиму означала, що частково проблема людського ресурсу могла бути вирішена через привернення найманців, практика нетипова тодішній Європі. Найманці могли бути як хрестоносцями, так і мусульманськими солдатами, зокрема знамениті туркополи.

## Культура

### Освіта
Єрусалим був центром освіти в королівстві. При церкві Гробу Господнього існувала велика школа, відносне багатство класу торговців означало, що їх діти виховувалися там разом з дітьми знаті — можливо, що Вільгельм Тирський був однокласником майбутнього короля Балдуїна III. В школі церкви Гробу Господнього викладали основні навички читання і письма латиною, але вищу освіту доводилося отримувати в одному з університетів Європи: створення університету було неможливим в культурі Єрусалиму хрестоносців, де війна була значно більше важливою, ніж філософія або теологія. Проте, дворянство і більшість франкського населення мали високий рівень письменності: було багато адвокатів і клерків, а вивчення закону, історії та інших академічних наук були улюбленим проведенням часу королівського сімейства і дворянства. Єрусалим також мав обширну бібліотеку не тільки стародавніх і середньовічних латинських робіт, але і арабської літератури, багато з якої було очевидно захоплено від Усами ібн Мункиза і його оточення протягом набігу 1150-х. Церква Гробу Господнього також містила королівські рукописні майстерні, де вироблялися офіційні документи королівства. За винятком латинської мови, стандартної письменної мови середньовічної Європи, простий народ Єрусалиму хрестоносців також розмовляв народними формами французької і італійської мов, грецька, вірменська та арабська також були дещо поширені серед франкських поселенців.

### Мистецтво і архітектура

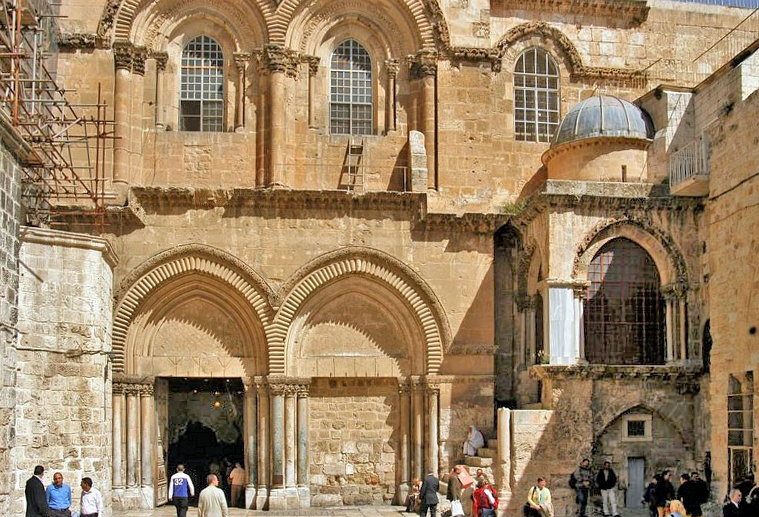
Головний вхід до Храму Гробу Господнього (Воскресіння Христового)

В самому Єрусалимі найбільшим архітектурним проектом було розширення Храму Гробу Господнього у західному готичному стилі. Це розширення об'єднало всі окремі гробниці в однієї будівлі та було завершене у 1149 році. За межами Єрусалиму, головним елементом будівництва були замки і фортеці: Крак де Шевальє і Монреаль в Трансйорданії та Ібелін біля Яффи — лише кілька з великого числа цих замків.
Мистецтво держави хрестоносців було сумішшю західного, візантійського, і ісламського стилів. У головних містах існували бані, водопровід та інші передові гігієнічні споруди, яких так не вистачало у всьому світі. Передовим прикладом мистецтва хрестоносців може вважатися Псалтир Мелісенди, що зараз знаходиться у Британській бібліотеці, ілюмінований рукопис створений між 1135 і 1143 роками, та лепні Назаретські капітелі. Живопис і мозаїки були популярними формами мистецтва в королівстві, але багато з них знищили мамлюки в XIII сторіччі, тільки найміцніші фортеці витримали це нашестя.

## Васали
- Яффо-Аскалонське графство

### Монографії, статті
- Fulcher of Chartres, A History of the Expedition to Jerusalem, 1095—1127, trans. Frances Rita Ryan. University of Tennessee Press, 1969.
- Hamilton B. The Latin Church in the Crusader States: The Secular Church. L., 1980.
- Krey A.C. The Crusade and the Eastern Churches / August C. Krey // The Crusades. Motives and Achivements. — Boston, 1964.
- Mayer H. E. Kings and lords in the Latin Kingdom of Jerusalem. Aldershot; Brookfield, 1994.
- Outremer: Stud. in the History of the Crusading Kingdom of Jerusalem presented to J. Prawer / Ed. B. Z. Kedar, H. E. Mayer, R. C. Smail. Jerusalem, 1982.
- Prawer, Joshua. Crusader Institutions. Oxford: Clarendon Press, 1980.
- Prawer, Joshua. The Crusaders' Kingdom; European Colonialism in the Middle Ages. New York: Praeger, 1972.
- Pringle R. The Churches of the Crusader Kingdom of Jerusalem: A Corpus. Camb., 1993—2007. 3 vol.
- Philip K. Hitti, trans., An Arab-Syrian Gentleman and Warrior in the Period of the Crusades; Memoirs of Usamah ibn-Munqidh (Kitab al i'tibar). New York, 1929.
- Runciman S. A History of the Crusades. Camb., 1975. 3 vol.
- Близнюк С. В. Крестоносцы позднего Средневековья: король Кипра Пьер I Лузиньян. Учебное пособие. — М.: Изд-во МГУ, 1999.
- Виймар П. Крестовые походы: миф и реальность священной войны/ Пер. с фр. Журавлевой Д. А. — СПб.: Евразия, 2003.
- Добиаш-Рождественская О. А. Эпоха крестовых походов. Общий очерк. Петроград: Огни, 1918.
- Заборов, М. А. Историография крестовых походов. Москва: Наука, 1971.
- История крестовых походов (Оксфорд, под редакцией Джонатана Райли-Смита)/ Пер. с анг. Дорман Е. — М.: «КРОН-ПРЕСС», 1998—495 с. — Серия «Экспресс».
- История монархических учреждений в Латино-Иерусалимском королевстве. (1099—1291 г.): Пер. с фр. / Гастон Додю. — Санкт-Петербург: Л. Ф. Пантелеев, 1897. — VIII, 358, III—V с.
- Куглер Б. История крестовых походов/ Пер. с нем. Пантелеева Л. Ф. — С.-Петербург, 1895.
- Мишо Г. История крестовых походов/ Пер. с фр. С. Л. Клячко. — М., СПб.: Издание товарищества М. О. Вольф, 1884.
- Морисон С. Крестовые походы/ Пер. с фр. Морозовой Е. В. — М.: Весь Мир, 2003.
- Тат Ж. Крестовые походы/ Пер. с фр. Тюриной М. — М.: Олимп, Астрель, АСТ, 2003.
- Перну Р. Крестоносцы / Режин Перну. — Санкт-Петербург, 2001.
- Ришар Жан. Латино-Иерусалимское королевство. Пер. с франц. Карачинского А. Ю.; Вступительная статья Близнюк С. В. -СПб.: Евразия, 2002. — 447 с.
- Успенский Ф. История крестовых походов / Федор Успенский. — Москва, 2005.

1. ↑  Benjamin Z. Kedar , «Samaritan History: The Frankish Period», в Alan David Crown (ed.), The Samaritans (Tübingen: J. C. B. Mohr, 1989), pp. 82–94.
2. ↑  Вільгельм Тірський, том. 1, кн. 9, гл. 19, стор. 408.
3. ↑  Fulcher, bk. III, гл. XXXVII.4, стор. 271.
4. ↑  Багато хронік окремих паломників зібрано разом у Текстове товариство палестинських паломників (Лондон, 1884–); «Recueil de voyages et memoires», опублікований Société de Géographie (Париж, 1824–66); «Recueil de voyages et de documents pour servir à la géographie» (Париж, 1890–).
5. ↑  Ронні Елленблюм, Франкське сільське поселення в Латинському королівстві Єрусалиму (Cambridge University Press, 1998), стор. 3–4, 10–11.
6. ↑  Джошуа Правер, The Королівство хрестоносців: європейський колоніалізм у середні віки» (Praeger, 1972), стор. 60; С. 469–470; і скрізь.
7. ↑  Ellenblum, стор. 5–9.
8. ↑  Ellenblum, стор. 26–28.
9. ↑  Ellenblum, стор. 36–37.
10. ↑  Правер, Інституції хрестоносців, стор. 197, 205.
11. ↑  Ганс Майєр, «Латини, мусульмани та греки в Латинському королівстві Єрусалиму», Історія 63 (1978), стор. 175; передруковано в «Probleme des lateinischen Königreichs Jerusalem» (Variorum, 1983).
12. ↑  Майер називає їх «державним майном»; Ганс Маєр, «Латини, мусульмани та греки в Латинському королівстві Єрусалиму», Історія 63 (1978), стор. 177; передруковано в Probleme des lateinischen Königreichs Jerusalem (Variorum, 1983),
13. ↑  Prawer, Crusader Institutions, pg. 207; Джонатан Райлі-Сміт, «Деякі менші чиновники в Латинській Сирії» (English Historical Review, том 87, № 342 (січень 1972)), стор. 1–15.
14. ↑  Перну Хрестоносці стор. 172.
15. ↑  Prawer, Crusader Institutions, pg. 202.
16. ↑  Тьерман, Божа війна, стор. 230.
17. ↑  Tyerman, God's War, pg 231.
18. ↑  Tyerman, God's War, pg 234.
19. 1 2  Тєрман, God's War, pg 235.
20. ↑  Tyerman, God's Війна, стор. 237-8.
21. ↑  Josiah C. Russell, "Population of the Crusader States", in Setton, ed. Хрестові походи, вип. 5, стор. 108.
22. 1 2  Бенджамін З. Кедар, «Підкорені мусульмани Франкського Леванту», у «Мусульмани під латинським правлінням, 1100–1300», вид. Джеймс М. Пауелл, Princeton University Press, 1990, стор. 148; передруковано в The Crusades: The Essential Readings, ed. Томас Ф. Медден, Blackwell, 2002, стор. 244. Кедар цитує свої цифри з Joshua Prawer, Histoire du royaume latin de Jérusalem, tr. G. Nahon, Paris, 1969, t. 1, стор. 498, 568–72.
23. ↑  Ellenblum, pg. 31.
24. ↑  Вільгельм Тірський, том. 2, кн. 22, гл. 23, стор. 486–488.
25. ↑  За словами Лудольфа Сухемського (що здається перебільшенням): «В Акрі та інших місцях майже сто і шість тисяч чоловік було вбито або захоплено, і понад двісті тисяч утекли звідти, понад триста тисяч були вбиті, як відомо навіть донині».  — З Людольфа Сухемського, с. 268-272
26. ↑  Мішо, «Історія хрестових походів», том. 3, стор. 18; доступний повністю в Internet Archive. Зауважте, що у примітці Мішо стверджує, що більшу частину інформації про «мусульман» він покладається на «хроніку Ібн Ферата» (Мішо, том 3, стор. 22).
27. ↑  Джонатан Райлі-Сміт, Феодальне дворянство, стор. 62–63.
28. ↑  Івонн Фрідман, Зустріч між ворогами: полон і викуп у Латинському королівстві Єрусалиму. Brill, 2002, повсюдно.
29. ↑  Prawer, Crusader Institutions, pg. 209.
30. ↑  Verlinden, 1970, с. 81—82
31. ↑  Prawer, Crusader Institutions, pg. 214.
32. ↑  Verlinden, 1970, с. 19—21
33. ↑  Ганс Е. Майєр, «Гійом де Тір à l'école», у «Королі та лорди в Латинському королівстві Єрусалим» (Variorum, 1994), стор. V.264; вперше опубліковано в Mémoires de l'Académie des sciences, arts et belles-lettres de Dijon 117 (1985–86).
34. ↑  Зверніть увагу на відомий приклад Вільяма Тірського, Willemi Tyrensis Archiepiscopi Chronicon, ред. Р. Б. К. Гюйгенс, Corpus Christianorum, Continuatio Medievalis, том. 38 (Turnhout: Brepols, 1986), кн. 19, гл. 12, стор. 879–881. Цей розділ було виявлено після публікації перекладу Бебкока та Крея та не включено до англійського видання.
35. ↑  Для цього. наприклад, король Балдуїн III «був досить добре освіченим» і «особливо любив слухати історію...» (Вільгельм Тірський, т. 2, кн. 16, гл. 2, стор. 138). Король Амальріх Я «був досить добре освіченим, хоча й набагато меншим, ніж його брат» Балдуїн III; він «був добре вправним у звичаєвому праві, яким керувалося королівство», і «охоче слухав історію та віддавав їй перевагу перед усіма іншими видами читання». (Вільгельм Тирський, т. 2, кн. 19, гл. 2, стор. 296.)
36. ↑  Вільгельм Тірський, вступ Бебкока та Крея, стор. 16.
37. ↑  Бенджамін З. Кедар, Про походження найдавніших законів франкського Єрусалиму: канони Ради Наблусу, 1120 (Speculum 74, 1999), стор. 330–331; Марван Надер, «Міщани та міщанське право в латинських королівствах Єрусалиму та Кіпру (1099–1325)» (Ашгейт: 2006), стор. 45.
38. ↑   >Надер, стор. 28–30.
39. ↑  Nader, стор. 158–170
40. ↑  Nader, стор. 170–177.
41. ↑  Bevan, Bryan (1994). Генріх IV. London: Macmillan. с. 32. ISBN 0-948695-35-8.